# Escut d'Ademús
L'escut d'Ademús és un símbol representatiu oficial d'Ademús, municipi del País Valencià i vila reial, a la comarca del Racó d'Ademús. Té el següent blasonament:
| « | Escut caironat. En camp d'or, quatre pals gules, ressaltats de dues claus d'argent disposades en sautor i unides per un cordó de gules. Al timbre, corona reial oberta, tradicional al Regne de València. | » |

## Història
L'escut fou aprovat mitjançant Resolució de 30 de novembre de 2016, de la Presidència de la Generalitat, publicada en el DOGV núm. 7.995, de l'11 de gener de 2017.
Es tracta d'un escut basat en el passat històric de la vila: amb la recuperació del senyal reial o cairó d'or amb els quatre pals al·lusiu al caràcter de Vila Reial d'Ademús, afegint-hi dues claus com a símbol hagiogràfic de Sant Pere i símbol alhora de la seua situació fronterera, i per timbre la corona reial oberta, tradicional del Regne de València i la Corona d'Aragó.

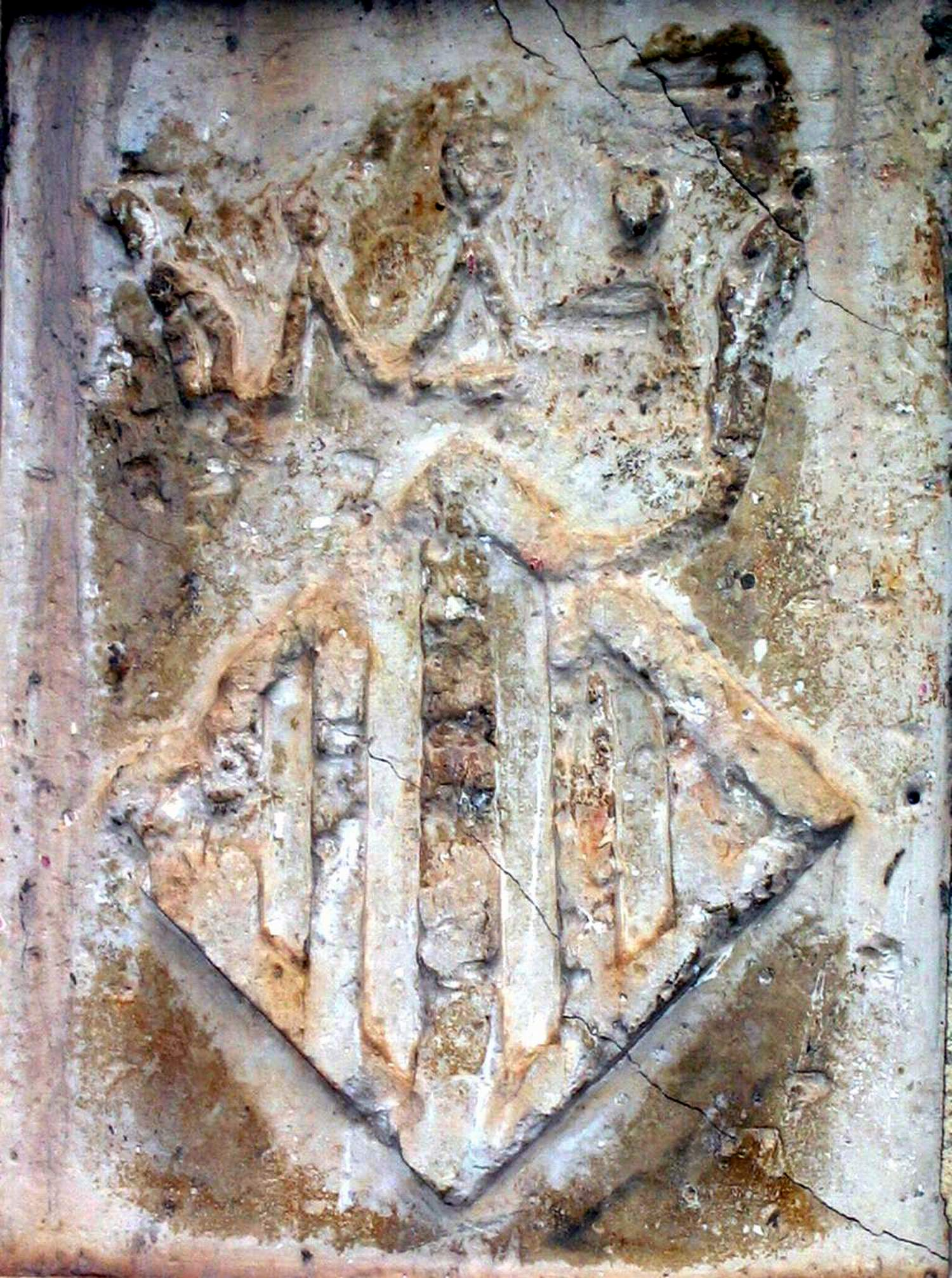
Escut de pedra a la Cambra Vella del Forment.

L'heràldica original i històrica que la vila reial d'Ademús utilitzà, mentre estigueren en vigor els Furs, fou un escut caironat amb els quatre pals del Regne de València. L'exemple més representatiu d'aquest escut encara es pot observar a la Cambra Vella del Forment d'Ademús, l'antic almodí, edifici municipal d'origen medieval.
Una altra representació d'aquest escut la trobem a la portada de l'antiga Presó Municipal d'Ademús. En la clau de l'arc de l'entrada hi apareix un escut inacabat quarterat en creu: el primer quarter està sense treballar; en el segon trobem l'escut de la vila, el cairó amb els quatre pals coronats; en el tercer només hi apareix la inscripció AÑO; en el quart, la inscripció 1567, i baix d'aquesta, tornen a aparèixer els quatre pals. Per damunt i per davall de l'escut es pot llegir la divisa de la monarquia hispànica TANTO MONTA. Tant l'escut com la divisa es troben dins d'un tondo i, per sobre d'aquest, hi ha un filacteri amb la inscripció PHILLIPUS REX HISPANIARUM.
Altres representacions similars són: l'escut del molí de la vila de Vallanca (segle xvi), del temps en què Vallanca encara pertanyia al terme general d'Ademús; el desaparegut escut del Molí de la Vila; el també desaparegut escut del Forn de Dalt; l'escut en fusta daurada i policromada en el teginat del cor de l'Ermita de la Mare de Déu de l'Horta; i ja sense forma caironada, en l'arc del presbiteri de l'Església arxiprestal de Sant Pere i Sant Pau.
En l'edat contemporània es pot constatar l'ús per part de l'Ajuntament de les armes del Casal d'Aragó amb corona oberta i sense cap altre distintiu entre els anys 1875 i 1931. Entre 1931 i 1939, amb la Segona República Espanyola, s'utilitzà l'escut d'Espanya amb la inscripció Ayuntamiento de Ademuz. En els primers anys del règim franquista es recuperà breument l'escut amb els quatre pals però, ben prompte, va ser substituït per l'escut del règim, que s'hi utilitzà fins 1971.

Escut oficial d'Ademús entre 1971 i 2017.

Entre 1972 i 2017 Ademús va tindre un escut de nova creació, obra de Felipe Llopis Planell, amb el següent blasonament:
| « | Escut quarterat. primer i quart, d'argent, la creu de gules de l'orde del Temple. Segon i tercer, d'atzur, un castell d'or. Per timbre, una corona reial oberta. | » |

Les creus feien referència al domini templer de la vila. Els castells representaven la fortalesa de la vila, d'origen musulmà, que, arran de la conquesta duta a terme per Pere el Catòlic el 1210, fou cedida originàriament als templers.
El 2015 l'Instituto Cultural y de Estudios del Rincón de Ademuz (Icera) i el seu president, Raúl Eslava, proposaren la modificació de l'escut perquè fora d'acord amb la història de vila. Es proposà recuperar els quatre pals de gules en camp d'or caironat que, al País Valencià, es reserven als municipis que van ser viles reials, com ara Ademús. A més, s'inclogueren dues claus de plata, atribut de Sant Pere, a qui Pere I li va dedicar la primera parròquia que va tindre la localitat.
En febrer de 2016 se celebrà una consulta popular en què els veïns podien triat entre tres models:

Claus creuades.
Claus centrades.
Claus laterals.

El 30 de maig el Ple de l'Ajuntament aprovà l'acord de modificació amb l'escut elegit per la votació popular (amb les claus creuades). El 23 de setembre el Consell Tècnic d'Heràldica i Vexil·lologia va emetre dictamen favorable sobre la proposta. Finalment, el 30 de novembre s'aprovà la modificació.